# امباتور
امباتور
شهر امباتور (به انگلیسی: Ambattur) با جمعیت ۴۰۱٫۲۲۰ نفر در ایالت تامیل نادو در کشور هند واقع شده‌است.